# Dulcedo hippomene
Dulcedo hippomene är en fjärilsart som beskrevs av Jean Baptiste Boisduval 1870. Dulcedo hippomene ingår i släktet Dulcedo och familjen praktfjärilar. Inga underarter finns listade i Catalogue of Life.